# Jardins de Métis

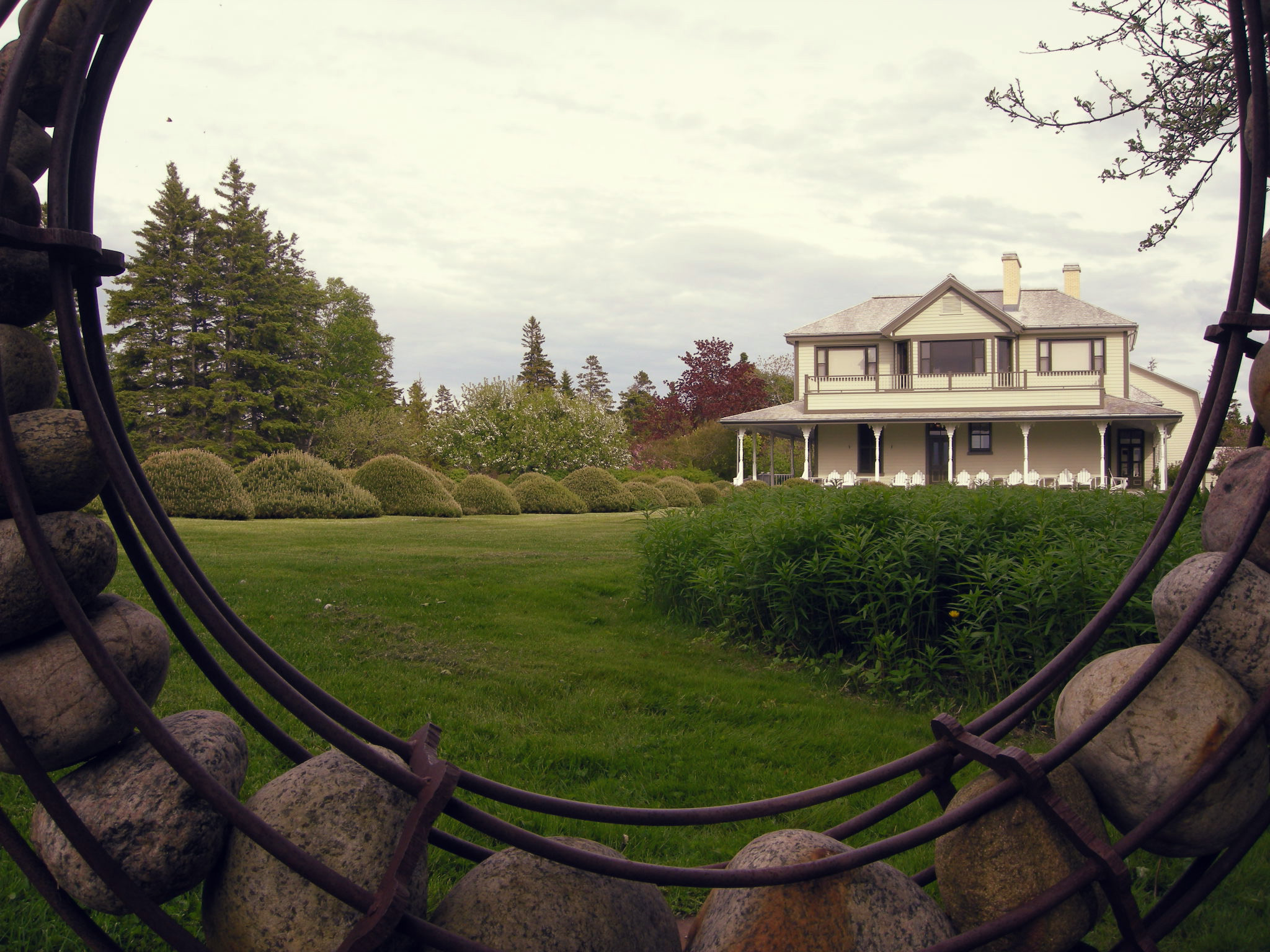
Jardins de Métis

Die Jardins de Métis oder auf Englisch Reford Gardens sind ein Englischer Landschaftsgarten in der Gemeinde Grand-Métis in der Verwaltungsregion Bas-Saint-Laurent der kanadischen Provinz Québec. Der acht Hektar große Garten liegt nahe dem Südufer des Sankt-Lorenz-Stroms auf der Halbinsel Gaspé. 

## Geschichte
Der Garten umfasst den 1887 vom schottisch-kanadischen Eigentümer der Canadian Pacific Railway (CPR) George Stephen, 1. Baron Mount Stephen 1887 erbauten Sommersitz Villa Estevan. Die Villa und ihre Umgebung wurden von ihm und seiner Familie im Sommer und in der Saison der Lachsfischerei zum Angeln genutzt. 
Nach 1926 ließ sich die Nichte des Erbauers Elsie Reford hier nieder und wandelte den Platz der Jagd, Reiterei und des Angelns in den nächsten Jahrzehnten bis 1958 in ihr privates Gartenreich um. In 15 unterschiedlichen Bereichen der Gärten ließ sie ca. 3000 verschiedene Pflanzenarten ansiedeln. Der Aufbau des Gartens erforderte sehr oft den Aufbau von Pflanzböden in der sehr felsigen Landschaft, so zum Beispiel mittels Torf, Lehm und Sand. In diesem Englischen Garten fanden auch zeitgenössische Kunstwerke ihren Platz.
Seit 1962 stehen die Jardins de Métis Besuchern offen. Nach dem Tod von Elsie Reford 1967 ging das Ensemble in den Besitz der Provinz Québec über, die es jedoch 1995 an eine private Stiftung unter der Leitung eines Urenkels von Elsie Reford, Alexander Reford, verkaufte. Der Landschaftsgarten und die Villa Estevan sind seit 1995 ein National Historic Site of Canada. Seit dem Jahre 2000 findet in den Jardins de Métis jährlich ein International Garden Festival statt. Im Rahmen dieses Festivals stellen internationale Künstler und Gartenarchitekten im Landschaftsgarten und in den benachbarten, rekultivierten Flächen am Sankt-Lorenz-Strom ihre Ideen zu Gestaltung von Gärten aus.